# Mightysociety
Mightysociety (2004- 2012) is een reeks van tien voorstellingen geschreven en geregisseerd door Eric de Vroedt en gespeeld door steeds andere acteurs. Mightysociety is geëngageerd theater over actuele kwesties. Met de voorstellingen reisde een sideshow mee; een journalistiek platform voor interview en debat. De eerste mightysociety-voorstelling speelde in 2004 onder de naam mightysociety1, iedere daaropvolgende voorstelling kreeg een nummer mee, tot en met mightysociety10 in 2012.
Mightysociety is een reactie op kunst die te ver van de samenleving afstaat. Initiatiefnemer Eric de Vroedt zei hierover in een interview in Parool: "Na 11 september, de moord op Fortuyn, de moord op Van Gogh, de multiculturele samenleving, de globalisering nog steeds komen met Ibsen, Shakespeare en Tsjechov. Hoe gaan we om met de verwarring van nu? Ibsen is niet betekenisvol voor nu, wat dramaturgen op het irritante af ook mogen beweren." De Vroedt herkent dat mensen zich willen afschermen, maar hij wil mensen juist betrekken bij de wereld. Mightysociety is een strijd tegen onverschilligheid, de afstand en de lamlendigheid.

## Voorstellingen
In 2004 startte de reeks met mightysociety1, een satire over spindoctors en populisme. In 2005 volgde het terreur-tweeluik mightysociety2 en 3. In 2007 was mightysociety4 te zien, een thriller over globalisering & geluk. mightysociety5 was een installatie over de utopieën en de dystopiën van de 21e eeuw, te zien in 2008.mightysociety6 ging in 2009 in première en stelde de Nederlandse deelname aan de oorlog in Afghanistan ter discussie. mightysociety7 vestigde de aandacht op de babyboomers van deze tijd. In 2011 was de anti-musicalmightysociety8 (Geert Wilders de musical) te zien en ging tevens het negende deel in première, een media-satire/tragedie/performance over de Probo Koala-affaire. Het laatste deel ging in november 2012 in première:mightysociety10 is het meest persoonlijke stuk van De Vroedt en speelt zich af in Indonesië. Aansluitend aan mightysociety10 kwamen alle voorstellingen nog eenmaal voorbij in de mightyfinalremix: een installatie van video, soundbytes en zang.

## Sideshows
Iedere aflevering van mightysociety ging gepaard met een uitgebreid randprogramma. Onderdeel daarvan waren interviews en debatten waarin, in een talkshow-achtige setting, thema's uit de voorstellingen behandeld werden met experts uit het vakgebied. De mightysocietysideshow ontving gedurende de jaren meer dan honderd prominenten uit de wereld van politiek, wetenschap, kunst en journalistiek, zoals: Frits Wester, Diederik Samson, Boris van der Ham, Felix Rottenberg, Bas Heijne, Marjan Berk, Cisca Dresselhuys, Jan Pronk, Sybrand van Haersma Buma, Bram Peper, Lucky Fonz III, Nelleke Noordervliet, Ilja Leonard Pfeijffer, Jan Jaap van der Wal, Pieter Hilhorst en Tom Lanoye. 
Tevens werd bij iedere voorstelling Het mightymagazine uitgegeven met achtergrondartikelen over de thema's uit de voorstellingen. 
Andere randprogramma's rond mightysociety behelsden previews van voorstellingen, researchavonden, openbare improvisatiesessies, publieke audities voor de rol van Geert Wilders en de opname van een Band Aid-achtige videoclip.

## Prijzen
- Clara Meijer Wichmann Penning 2012. mightysociety ontving deze mensenrechtenprijs voor het 'onder de aandacht brengen van brandende maatschappelijke kwesties waarin mensenrechten en de menselijke waardigheid onder druk staan'
- Prijs van de Kritiek 2012
- Amsterdamprijs 2012
- mightysociety 4, 6, 8 en 10 werden geselecteerd voor het Nederlands Theaterfestival
- De tekst van mightysociety 4 en 10 werden genomineerd voor de Taalunie Toneelschrijfprijs
- Hein van der Heijden en Bram Coopmans werden voor hun rollen in mightysociety4 genomineerd voor de Arlecchino (prijs voor beste mannelijke bijrol), die Van der Heijden uiteindelijk ook won
- Rick Paul van Mulligen werd voor zijn rol in mightysociety8 genomineerd voor de Arlecchino
- Bram Coopmans werd voor zijn rol in mightysociety2 genomineerd voor de Louis d'Or (prijs voor beste mannelijke acteur)
- Hein van der Heijden is voor de rol van Lex in mightysociety10 genomineerd voor de Louis d'Or